# Olèrdola
Olèrdola és un municipi de la comarca de l'Alt Penedès, amb capital a Sant Miquel d'Olèrdola. El nom del municipi prové de l'antiga ciutat d'Olèrdola, capital històrica del Penedès que hi havia al turó de Sant Miquel d'Olèrdola (385 m).
Entre tots els municipis del Penedès, Olèrdola és dels que té més importància històrica i un valor arqueològic més consolidat. Des de la prehistòria i, posteriorment, ibers, romans i cristians, han vingut ocupant la plataforma rocosa del turó de Sant Miquel, i el seu entorn més proper, tot aprofitant l'estratègica situació de l'indret pel control de la plana penedesenca, i la defensa natural que ofereixen els penya-segats. Això fa que Olèrdola disposi de força elements inclosos en l'Inventari de Béns Culturals.

## Situació
|                       | Santa Margarida i els Monjos |        |
| Castellet i la Gornal |                              | Garraf |
|                       | Vilanova i la Geltrú         |        |

## Geografia
- Llista de topònims d'Olèrdola (Orografia: muntanyes, serres, collades, indrets..; hidrografia: rius, fonts...; edificis: cases, masies, esglésies, etc).

El municipi d'Olèrdola, inscrit dins d'un territori muntanyós, és a uns 50 km al sud-oest de la ciutat de Barcelona. Municipi de la província de Barcelona, és a pocs quilòmetres al sud de Vilafranca del Penedès i pertany a la comarca de l'Alt Penedès, limita amb els vessants occidentals del Massís del Garraf. La superfície total és d'uns 30 km² i l'alçada va des dels 180 metres fins a una cota màxima de 465 metres al Puig de l'Àliga, amb una altitud mitjana de 280 m.
El municipi d'Olèrdola és format per quatre pobles: Moja (principal nucli de població), Sant Miquel d'Olèrdola (bressol de les primeres arrels històriques de la comarca), Sant Pere Molanta (eix de l'impuls industrial del municipi) i Viladellops, així com nuclis de més recent urbanització Daltmar i Can Trabal, a més de les barriades (Can Torres, Rectoria, La Serreta, Can Segarra, Can Moles, les Planes, el Sepulcre, la Font, Can Ferran...) i força masies disperses.

## Demografia
| 1497 | 1515 | 1553 | 1787 | 1887  | 1900  | 1920  | 1950  | 1970  | 2010  | 2024  |
| 59   | 34   | 40   | 250  | 1.517 | 1.438 | 1.520 | 1.234 | 1.564 | 3.533 | 3.946 |

| Entitat de població                        | Habitants (2023) |
| Moja                                       | 1.404            |
| Sant Pere Molanta                          | 754              |
| Daltmar                                    | 669              |
| Can Trabal                                 | 538              |
| Sant Miquel d'Olèrdola                     | 440              |
| Viladellops                                | 57               |
| el Polígon Industrial de Sant Pere Molanta | 9                |
| Polígon industrial Clot de Moja            | 2                |
| Font: Idescat                              |                  |

## Comunicacions i accessos
Olèrdola té una situació estratègica respecte a la xarxa viària. El municipi és travessat per l'Autopista AP7, on té entrades i sortides, per la C-15 i futur Eix Diagonal (Manresa-Igualada-Vilafranca del Penedès-Vilanova i la Geltrú), i per la N-340, com a vials de primer ordre.
L'Eix Rossend Montané uneix els nuclis històrics d'Olèrdola entre si, la carretera de Sant Pere de Ribes, que duu a Can Trabal, la Carretera de Moja, i els camíns del Castell d'Olèrdola, de Viladellops i de Daltmar, formen la xarxa de camins asfaltats, de doble sentit, que defineixen la malla de vials de segon ordre.
Altres camins asfaltats són: el de Les Planes, de Cal Moles, de Penafel, de les Tres Torres, així com la xarxa de camins rurals que permeten la passejada a peu, o amb bicicleta, i accedir a les moltes finques i masies disperses del municipi.
L'estiu de 1998 es va senyalitzar el que es coneix com la Ruta de l'Aigua i del Vi, pensada per fer en bicicleta o a peu. El recorregut, en forma de 8, té sortida a Sant Miquel d'Olèrdola i passa per les diferents fonts així com per algunes de les empreses elaboradores de vins i cava del municipi.

## Castell d'Olèrdola
El conjunt històric d'Olèrdola és dalt del turó de Sant Miquel (358 m), en un contrafort del massís del Garraf, al sud del terme municipal.
Les troballes arqueològiques més antigues corresponen a l'inici de l'edat del bronze (2000-1800 aC).
Cap a la fi del segle ii aC, els romans hi establiren un campament militar per controlar la via Hercúlia (més tard Via Augusta), que travessa la comarca. Aixecaren una impressionant muralla pel davant de l'anterior, amb torres de planta quadrangular. D'aquest període data la gran cisterna excavada a la roca, i la talaia, torre al punt més alt del recinte.
Cap al 929, el Senyor Sunyer I hi edificà un castell i una església dedicada a Sant Miquel, d'estil preromànic. Posteriorment es bastí el temple romànic, a la fi del segle X (any 992).
El castell es construí al costat de la talaia romana, al cim. L'església romànica, ubicada a la meitat superior de la plataforma, és d'una sola nau, amb absis de planta quadrangular i volta de canó. A la primeria del segle es van reforçar els murs de la nau amb arcs torals i formers. Sobre el portal hi ha una finestra geminada amb una columneta aprofitada d'una construcció anterior.
La meitat inferior del recinte era ocupada per senzills habitatges i un gran nombre de sitges per emmagatzemar-hi el gra, buidades a la roca. Fora de la fortificació s'estengué el poblat medieval, antic barri de Santa Maria, avui conegut com el Pla dels Albats, amb les ruïnes d'una església romànica i un gran nombre de sepultures antropomòrfiques tallades a la roca, anomenades olerdolanes per ser aquí el primer cop que se’n van trobar.
El 1963 la Diputació de Barcelona n'adquirí la propietat i l'any 1971 s'inaugurà dins del recinte del castell el Museu Monogràfic d'Olèrdola. L'any 1995 va ser traspassat a la Generalitat de Catalunya, i és, des de llavors, una de les seus del Museu d'Arqueologia de Catalunya. L'any 1999 s'inaugurà el nou centre d'interpretació, en substitució de l'antic museu.

## Parc Comarcal d'Olèrdola
Amb una superfície de 409 hectàrees i entre el Puig de l'Àguila i la riera de Vilafranca, el Parc Comarcal d'Olèrdola es divideix en tres grans zones: L'arqueològica, l'agrícola i la d'interès paisatgístic.
La seva finalitat és la conservació, la millora i el desenvolupament harmònic del sistema de relacions entre l'activitat humana, la fauna, el medi físic i el paisatge. Cal esmentar, pel seu interès històric, les pintures rupestres localitzades al llarg del cingle de la Vall de la Seguera (balmes de Can Ximet, Can Castellví i els Segarrulls). Aquestes pintures, el desembre de 1998, es van incloure en la llista del Patrimoni Mundial per part de la UNESCO, juntament amb la resta de conjunts similars de Catalunya, com a part integrant de l'Art rupestre de l'arc mediterrani de la península Ibèrica. El parc forma part de Parcs Naturals de la Diputació de Barcelona, la qual el va adquirir el 1988, any en què es va aprovar el pla especial, destinat a protegir l'àmbit i donar el tractament adequat al patrimoni arqueològic i arquitectònic de l'entorn.

## Economia
Olèrdola és territori de vinyes, les quals formen part de la Denominació d'Origen Penedès. A Olèrdola hi ha diferents empreses elaboradores de cava i vi, algunes de les quals ubicades en importants edificacions. Es poden visitar en diferents èpoques de l'any o bé concertant visita. A Moja, al Celler Cooperatiu, hi ha un exemple representatiu d'edifici del modernisme industrial.
Davant de Cal Sadurní, a Sant Pere Molanta, hi ha l'Aula de la Vinya i el Vi, una aula on es pot visitar un museu d'eines antigues del camp, i realitzar diferents activitats pensades pet ajudar a entendre el procés de producció vitivinícola, des de la recollida del raïm fins a l'elaboració del vins i el tast.

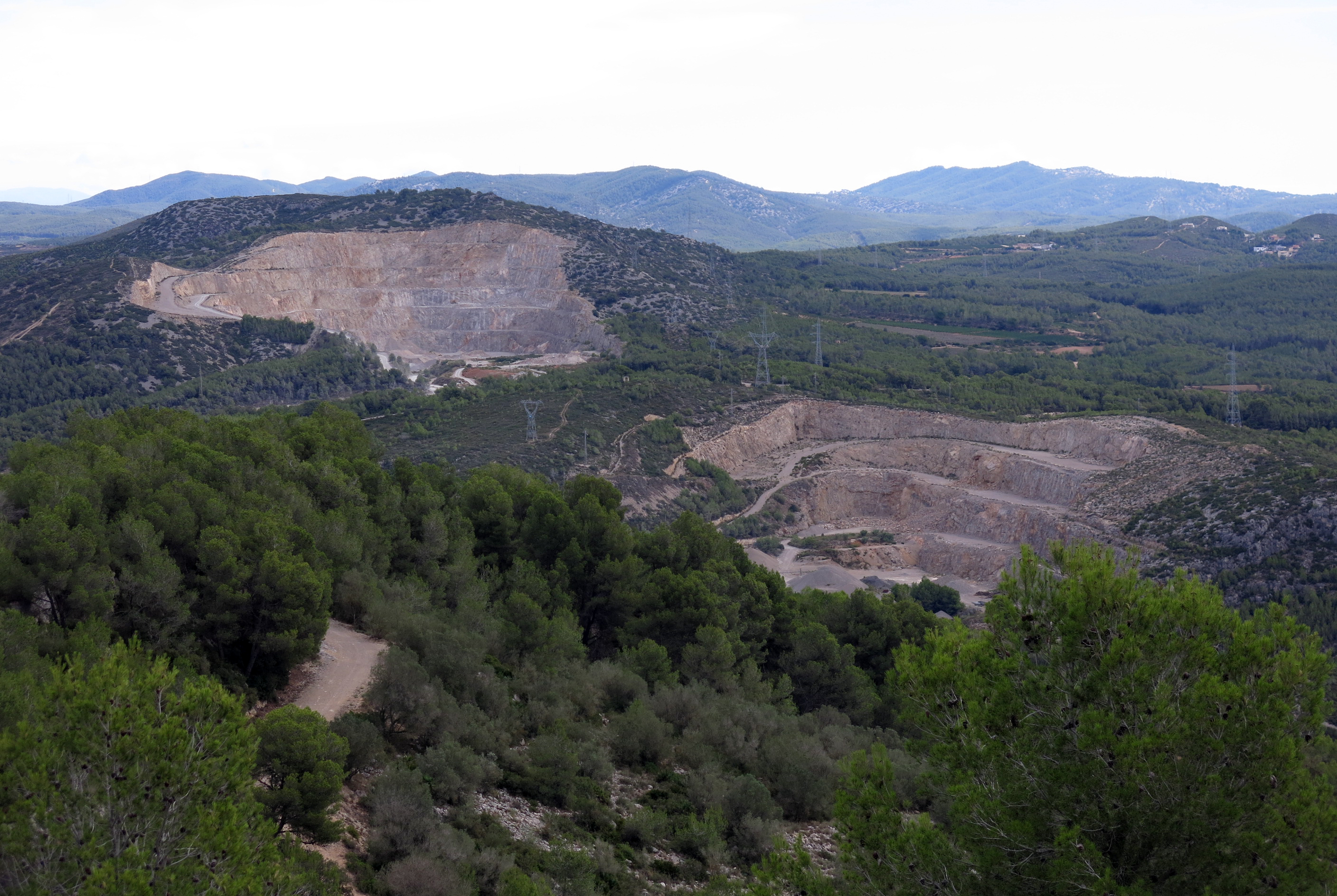
Les pedreres d'Olèrdola

Amb el suport decidit de l'Ajuntament d'Olèrdola, la creixent economia olerdolenca s'ha promogut i desenvolupat a partir de les iniciatives empresarials instal·lades als polígons industrials del municipi, a Sant Pere Molanta, el Clot de Moja, i a Els Espiells.
Ubicats en una execl·lent situació geogràfica, els polígons disposen de tots els serveis, d'accessos directes a la N-340, i molt propers a les entrades i sortides de l'AP-7, la qual cosa els aporta el valor d'una molt bona accessibilitat per a la implantació de tota classe d'empreses i serveis.
El Polígon Industrial de Sant Pere Molanta, amb una superfície de 61,79 Ha, de les quals 51,10 de sòl industrial, és un dels majors polígons de la comarca de l'Alt Penedès. Acull 125 empreses nacionals i de la Unió Europea, que ofereixen un ventall ampli d'ofertes i serveis empresarials i industrials, comerç al detall, tallers, ITV, etc.
El Polígon Industrial del Clot de Moja, creat el 1999, té una superfície total de 29 ha, de les quals 17 Ha industrials, en 60 parcel·les. S'hi han establert, amb rapidesa, nombroses empreses, destacant el sector de serveis i la logística.
El nou planejament general defineix la zona de Els Espiells, a la Carretera de Moja, com un sector amb vocació industrial.

## Festes majors
- Moja: 11 de Gener. Festa Major d'hivern en honor de Sant Macari. 25 de juliol. Festivitat de Sant Jaume
- Sant Pere Molanta: 15-16 d'Agost en honor de Sant Roc.
- Sant Miquel d'Olèrdola: segon diumenge d'Octubre, en honor de Sant Miquel
- Can Trabal : últim cap de semana de juliol
- Daltmar: coincidint amb el 5 d' agost, dia de la verge de les Neus

Anualment, un diumenge a l'inici de la primavera té lloc la Festa de l'Arbre durant la qual es reforesta una zona de bosc i se'n netegen d'altres.
El cap de semana abans de la segona Pàsqua, al recinte del Castell d'Olèrdola se celebra la Trobada d'Olèrdola, amb un programa d'activitats lúdiques i culturals pensades tant per a petits com per a grans, i que té l'objectiu d'aplegar els habitants de tots els pobles que formen el municipi.
Anualment, se celebra la festa «Viu el Parc», organitzada per la Diputació de Barcelona, així com un ampli catàleg d'activitats de teatralització i tallers, al recinte del Castell d'Olèrdola, el cicle de música als castells (a l'estiu), 
Altres programacions esportives i culturals es desenvolupen a l'aire lliure o als equipaments del municipi: «La Xarxa» de Moja i «Gatzara» de Sant Pere Molanta.

## Alcaldes
| Període      | Nom de l'alcalde/-essa    | Partit polític                 | Data de possessió |
| ------------ | ------------------------- | ------------------------------ | ----------------- |
| 1979 - 1983  | Felipe Vilella Bru        | E.I.O                          | 19/04/1979        |
| 1983 - 1987  | Ramon Batlle Curto        | E.I.O.                         | 28/05/1983        |
| 1987 - 1991  | Ramon Batlle Curto        | ADIDO                          | 30/06/1987        |
| 1991 - 1995  | Rossend Montané Ferrer    | CiU                            | 15/06/1991        |
| 1995 - 1999  | Josep Mir Valles          | CiU                            | 17/06/1995        |
| 1999 - 2003  | Josep Mir Valles          | CiU                            | 03/07/1999        |
| 2003 - 2007  | Josep Tort Miralles       | Alternativa per Olèrdola (ApO) | 14/06/2003        |
| 2007 - 2011  | Josep Tort Miralles       | Alternativa per Olèrdola (ApO) | 16/06/2007        |
| 2011 - 2015  | Josep Tort Miralles       | Alternativa per Olèrdola (ApO) | 11/06/2011        |
| 2015 - 2019  | Lucas Ramírez Búrdalo     | Alternativa per Olèrdola (ApO) | 13/06/2015        |
| 2019 - 2023  | Lucas Ramírez Búrdalo     | Alternativa per Olèrdola (ApO) | 15/06/2019        |
| Des del 2023 | Josefina Mascaro Bujaldon | ERC                            | 17/06/2023        |